# مایکل پری جیمز
مایکل پری جیمز (انگلیسی: Mike James؛ زادهٔ ۱۸ اوت ۱۹۹۰) بازیکن بسکتبال اهل ایالات متحده آمریکا است.
از باشگاه‌هایی که در آن بازی کرده‌است می‌توان به المپیا میلان، باشگاه بسکتبال ساسکی باسکونیا، باشگاه بسکتبال پاناتینایکوس، و فینیکس سانز اشاره کرد.